# Puellina septemcryptica
Puellina septemcryptica är en mossdjursart som beskrevs av Dick, Tilbrook och Shunsuke F. Mawatari 2006. Puellina septemcryptica ingår i släktet Puellina och familjen Cribrilinidae. Inga underarter finns listade i Catalogue of Life.